# 中秀茂坪巴士總站
中秀茂坪巴士總站（英文：Sau Mau Ping (Central) Bus Terminus）位於香港九龍觀塘區秀茂坪秀明道上，供公共巴士和小巴使用。

## 簡介

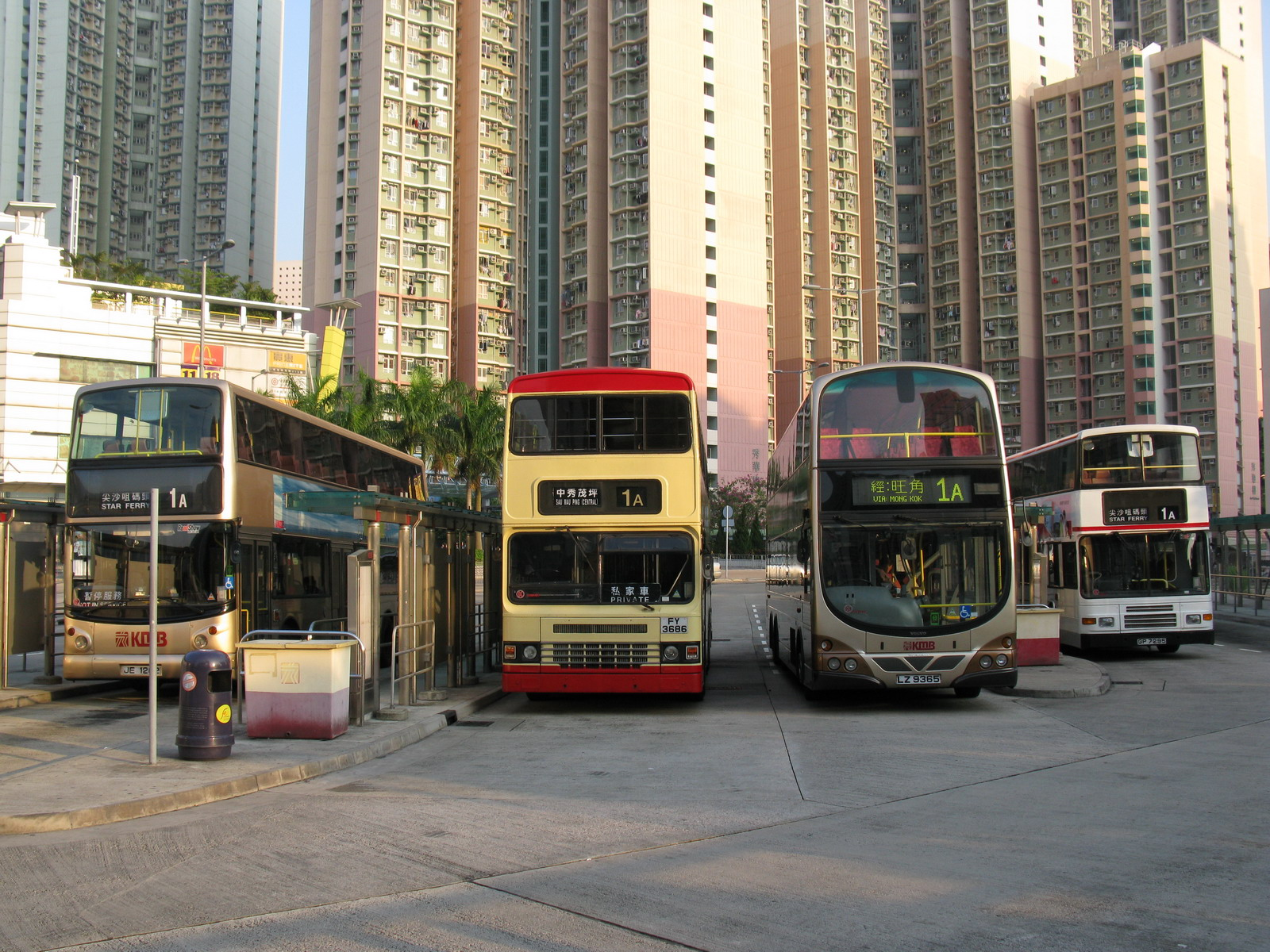
2007年的中秀茂坪巴士總站，當時仍有非空調巴士提供服務。

現時的中秀茂坪巴士總站與秀茂坪邨一起在21世紀重建而成，縱使新和舊總站都是座落於秀明道西行線旁的山坡上，可是設計上卻有很大差別。

### 重建前後
秀茂坪邨重建前，總站貼鄰秀茂坪社區中心和現時秀華樓對面，總站出口大概在現時總站的入口，另由於秀茂坪的兩個巴士總站不敷應用，一些路線需要停泊在秀明道旁作為總站，位置大約在現時堅樂小學外。及至進行重建初期，因應部份巴士路線需求下降而在重組後被取消，中秀茂坪和上秀茂坪巴士總站才分別接收了以秀明道為總站的巴士路線。2000年，巴士總站進入重建階段，總站內的巴士路線遷到對面馬路，即現時秀茂坪商場外的空地上，那裡當時仍是秀明道的一部份，待新總站落成後，所有路線遷回站內。
現時總站位處秀茂坪商場對面，前身為足球場和交通安全城對開山坡。此露天總站架空在山坡上，內有四條車坑，分別作總站及分站用途，而總站外的秀明道有一個以秀茂坪商場命名的巴士站，供巴士和小巴使用。隨著秀茂坪第三個巴士總站－－寶達邨公共運輸交匯處於2002年啟用，中秀茂坪巴士總站一度只剩下九龍巴士1A線作為終點站。
直到安達臣道發展計劃逐步落成后，需要增加巴士服务，其後九龍巴士88線及九龍巴士213D線以中秀茂坪作為終點站。

## 總站路線資料

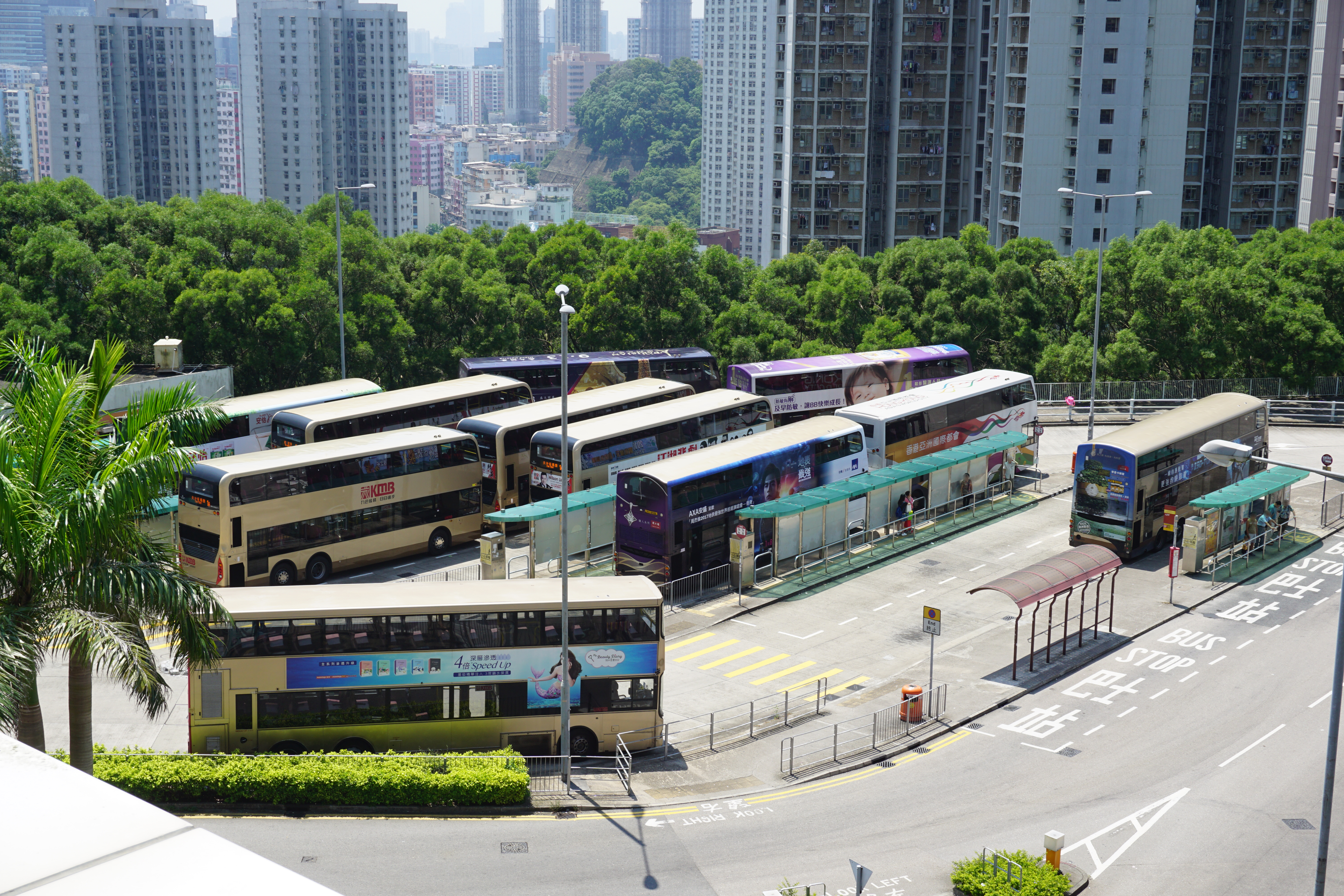
俯瞰中秀茂坪巴士總站背面

### 九龍巴士1A線
- 中秀茂坪 ↔ 尖沙咀碼頭

途經秀茂坪邨、曉麗苑、和樂邨、觀塘市中心、創紀之城、牛頭角下邨、德福花園、啟業邨、采頤花園、聖德肋撒醫院、旺角警署、銀行中心、港鐵油麻地站、佐敦站、尖沙咀站、香港文化中心及尖沙咀天星碼頭。

### 九龍巴士88線
- 中秀茂坪 ↔ 大圍站

途經秀茂坪邨、寶達邨、安達邨、安泰邨、彩雲邨、牛池灣、大老山隧道、沙角邨/田園閣、沙田市中心及大圍。

### 九龍巴士213D線
- 中秀茂坪 ↺ 旺角

途經秀茂坪邨、寶達邨、安達邨、安泰邨、彩雲邨、牛池灣、采頤花園、新蒲崗、九龍城、法國醫院及旺角。

## 途經路線資料（巴士）

### 九龍巴士11C線
- 竹園邨 ↔ 上秀茂坪

### 九龍巴士11X線
- 安泰（北） ↔ 紅磡站

途經安達邨、寶達邨、秀茂坪邨、基督教聯合醫院、和樂邨、觀塘市中心、新蒲崗／九龍灣、九龍城、土瓜灣及紅磡。

### 九龍巴士13D線
- 寶達 ↔ 維港灣

途經秀茂坪邨、基督教聯合醫院、和樂邨、觀塘市中心、牛頭角上邨、淘大花園、啟業邨、采頤花園、九龍城警署、九龍醫院、旺角女人街及奧海城。

### 九龍巴士13P線
- 寶達 → 麗閣

途經秀茂坪邨、基督教聯合醫院、和樂邨、觀塘市中心、創紀之城、德福花園、旺角女人街、旺角警署、深水埗北河街及怡靖苑。

### 九龍巴士13X線
- 寶達 ↔ 尖沙咀東

途經秀茂坪邨、曉麗苑、基督教聯合醫院、樂華邨、淘大花園、啟業邨（平日繁忙時間除外）、麗晶花園（平日繁忙時間除外）、啟德隧道、東九龍走廊、彌敦道。

### 九龍巴士14D線
- 油塘 ↔ 彩虹

途經藍田、秀茂坪邨、順利邨及牛池灣。

### 九龍巴士95線
- 翠林 ↔ 九龍站

途經康盛花園、馬游塘、寶達邨、秀茂坪邨、順利邨、新清水灣道、彩虹邨、新蒲崗、九龍城、旺角、彌敦道及佐敦道。

### 九龍巴士290A線
- 將軍澳（彩明） ↔ 荃灣西站

途經調景嶺、尚德邨、將軍澳市中心、坑口、寶林、翠林邨、康盛花園、馬游塘、寶達邨、秀茂坪邨、順利邨、牛池灣、彩虹邨、黃大仙中心、葵芳、葵興、大窩口及荃灣市中心。

### 過海隧道巴士601線
- 寶達 ↔ 金鐘（東）

### 過海隧道巴士601P線
- 寶達 ↔ 上環

### 過海隧道巴士613A線
- 安泰（西） ↔ 杏花邨

### 城巴A26線
- 油塘 ↔ 機場

### 城巴E22P線
- 油塘 ↔ 航天城

### 城巴N26線
- 油塘 ↔ 東涌站（經機場）

### 九龍巴士N216線
- 油塘 ↔ 紅磡站

## 途經路線資料（專線小巴）

### 九龍區專線小巴60線
- 藍田（平田邨） ↔ 順利邨（新利街）

途經平田邨、康逸苑、興田邨、秀茂坪邨、順天邨及順安邨。

### 九龍區專線小巴89C線
- 安達邨 ↔ 牛頭角

## 過往路線
- 九龍巴士13B線
- 九龍巴士13C線

## 車坑分佈
| 車坑分佈（以入口最左邊起計） | 車坑分佈（以入口最左邊起計） | 車坑分佈（以入口最左邊起計） |
| 車坑編號                     | 車坑寬度                     | 路線 |
| ---------------------------- | ---------------------------- | --- |
| 1                            | 雙坑                         | 九龍巴士1A線 |
| 2                            | 雙坑                         | 九龍巴士14D線 |
| 3                            | 單坑                         | 九龍巴士213D線 |
| 4                            | 雙坑                         | 九龍巴士88線 |
| 5                            | 出口                         | 九龍巴士11C、11X、13D、13P、13X、95、290A、N216、N290線 專線小巴60、89B、89C線 過海隧道巴士601、601P、613A、N601線 城巴A26、E22P、N26線 |

## 使用狀況
位處秀茂坪邨中央，鄰近商場和民居，路線四通八達，是區內使用量高的巴士總站。